# Museo Internacional de la Cruz Roja y de la Media Luna Roja
El Museo Internacional de la Cruz Roja y de la Media Luna Roja es un museo situado en Ginebra, Suiza, dedicado a exponer la labor realizada por la institución internacional de la Cruz Roja y la Media Luna Roja.

## Historia
El museo se inauguró en 1988 y experimentó una renovación significativa de 2011 a 2013. Propone una inmersión física en la acción humanitaria realizada por la Cruz Roja, institución internacional fundada por Henry Dunant en 1863 con el objetivo de acabar con las guerras tras la experiencia de la batalla de Solferino. La institución tiene su sede en Ginebra y a lo largo de los años, cuando se han incorporado nuevos países con otras religiones, se amplió el nombre.
La exposición permanente titulada «La aventura humanitaria» presenta tres áreas temáticas cada cual creada por un arquitecto diferente con trasfondos culturales distintos: defender la dignidad humana (Gringo Cardia, Brasil), recuperar los vínculos familiares (Diébédo Francis Kéré, Burkina Faso), y reducir los riesgos naturales (Shigeru Ban, Japón).
La exponer el conocimiento y la reflexión, La propuesta museográfica expone los contenidos invitando a la reflexión sobre las temáticas por las que Henry Dunant fundó la institución, la guerra y las relaciones internacionales. Con la introducción de cada área temática, los visitantes viven una experiencia que promueve la concienciación sobre el tema.
Doce hitos nos conducen por todo el recorrido principal de la exposición permanente “La Aventura Humanitaria”. Primero, se recibe a los visitantes en una sala escenográfica, para iniciar el recorrido de la exposición guiados por los hitos. Los hitos son símbolos de las relaciones humanas que Henry Dunant definió como la base para emprender cualquier acción humanitaria.

## Galería

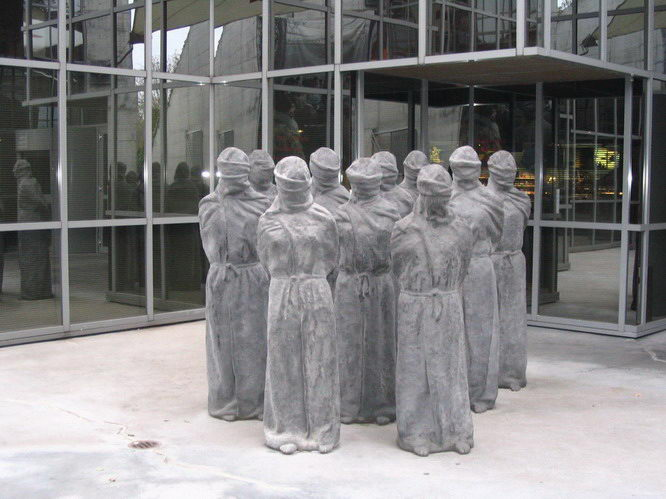
El Petrificat
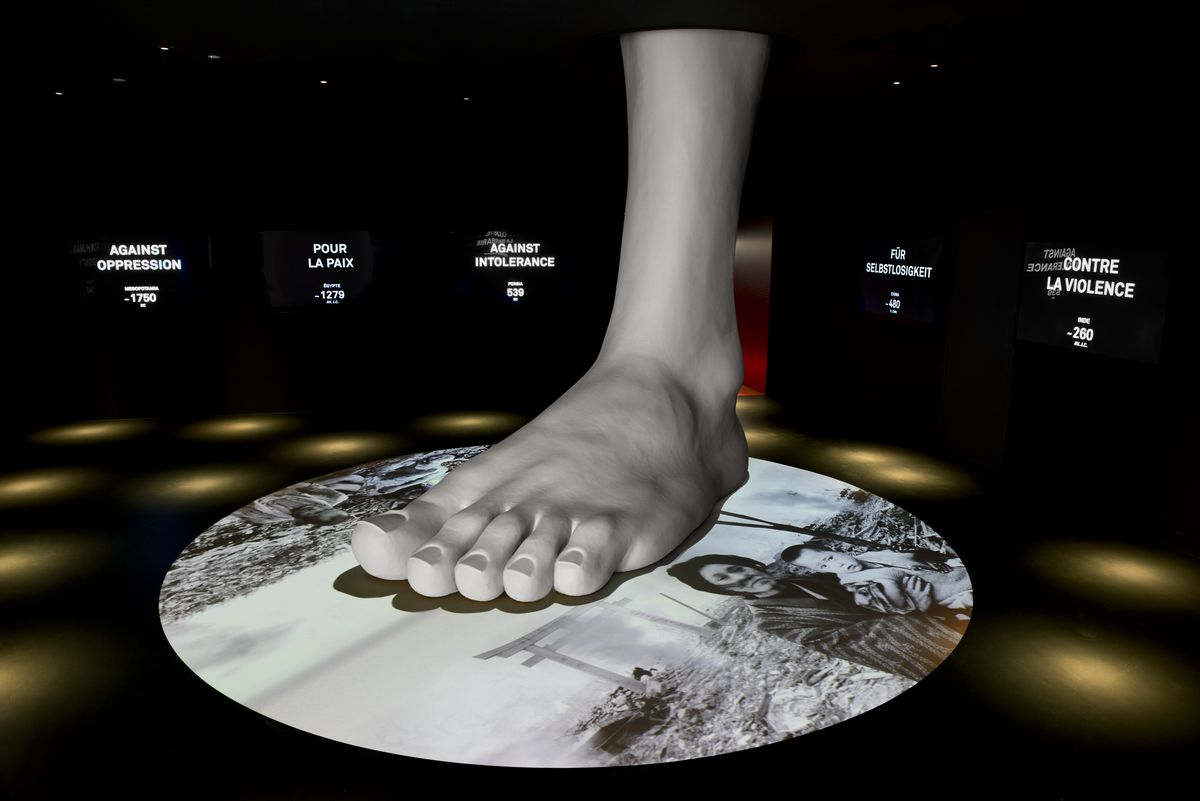
Dignidad trampled underfoot
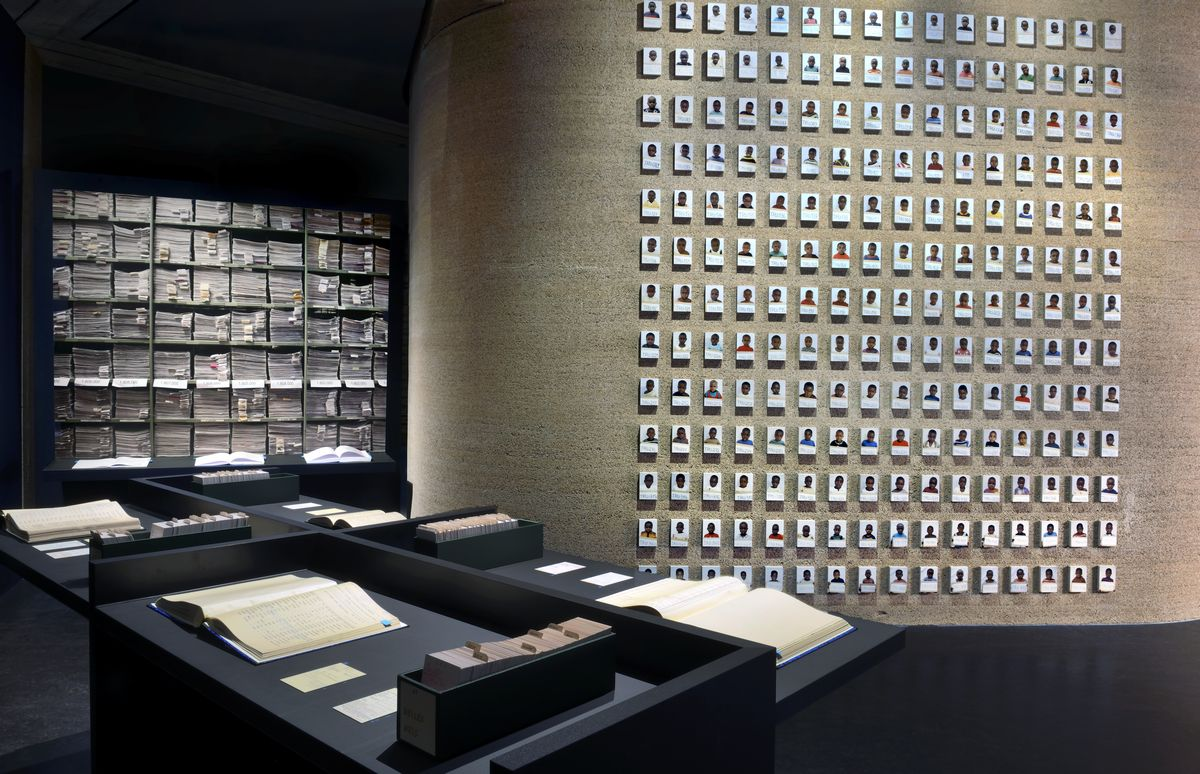
Localizando el desaparecido
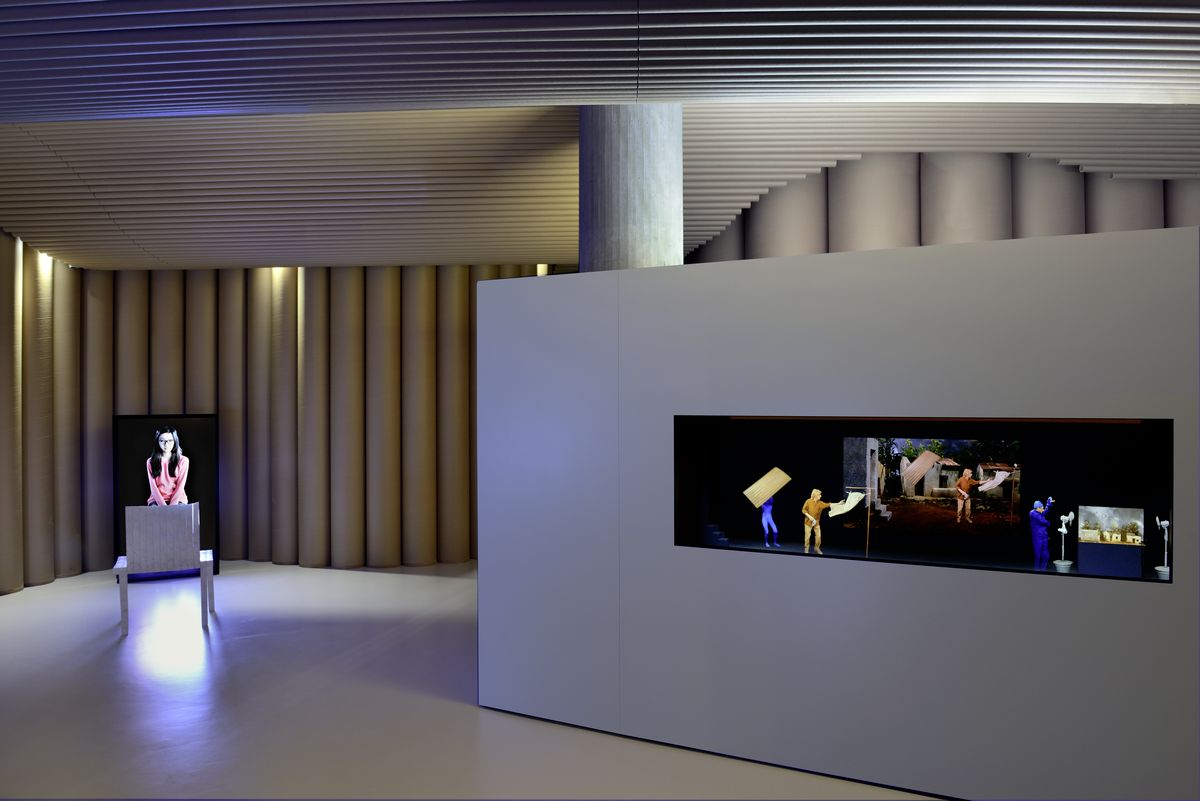
Ciclón, théâtre optique